# Vestido cortina de Scarlett O'Hara
El vestido cortina de Scarlett O'Hara (en inglés: Scarlett O'Hara's curtain dress) es un traje que la actriz Vivien Leigh lució en la película Lo que el viento se llevó (1939).

## Historia

### Contexto
David O. Selznick, productor del filme junto con la Metro-Goldwyn-Mayer (MGM), pagó $50 000 por los derechos de la novela en la que se basa la película y, con el fin de generar una gran publicidad inmediata en torno a ella, comenzó una búsqueda a nivel nacional de la actriz que interpretaría el papel de Scarlett O'Hara, siendo este el primer casting masivo de la historia del cine. Este proceso, con una duración total de dos años y un coste superior a $100 000, llevó a la realización de una gira por todo Estados Unidos para entrevistar a más de 1400 mujeres anónimas y a alrededor de cien actrices consagradas, llegando 400 de ellas a realizar pruebas y siendo las favoritas, entre otras: Jean Arthur, Lucille Ball, Miriam Hopkins, Tallulah Bankhead, Bette Davis, Claudette Colbert, Joan Crawford, Loretta Young, Paulette Goddard, Joan Fontaine, Katharine Hepburn, Olivia de Havilland, Carole Lombard, Norma Shearer, Barbara Stanwyck y Margaret Sullavan. Finalmente, un total de diecinueve fueron seleccionadas para realizar pruebas de cámara: Louise Platt, Tallulah Bankhead, Linda Watkins, Adele Longmire, Haila Stoddard, Susan Hayward, Dorothy Mathews, Brenda Marshall, Anita Louise, Margaret Tallichet, Frances Dee, Nancy Coleman, Marcella Martin, Lana Turner, Diana Barrymore, Jean Arthur, Joan Bennett, Paulette Goddard y Vivien Leigh, siendo estas dos últimas las únicas que realizaron pruebas de cámara en color. La búsqueda de la actriz que interpretaría el papel de Scarlett recibió una cobertura mediática sin precedentes; algunas fuentes sin confirmar afirman que Leigh ya había sido contratada en febrero de 1938, hecho que se habría guardado en el más absoluto secreto con el fin de mantener el nivel de expectación, aunque de lo que sí hay constancia es de que se llevó a cabo una encuesta a 100 personas a las que se cuestionó sobre quién consideraban que debía interpretar a Scarlett, obteniendo Leigh tan solo un voto. Pese a no ser favorita, la actriz británica se alzaría con el triunfo en medio de una gran sorpresa tanto de crítica como de público, aunque diversas fuentes han constatado que Myron Selznick, hermano del productor y representante de Leigh, promovió a la actriz para que consiguiese el papel.: 405–406 

### Creación

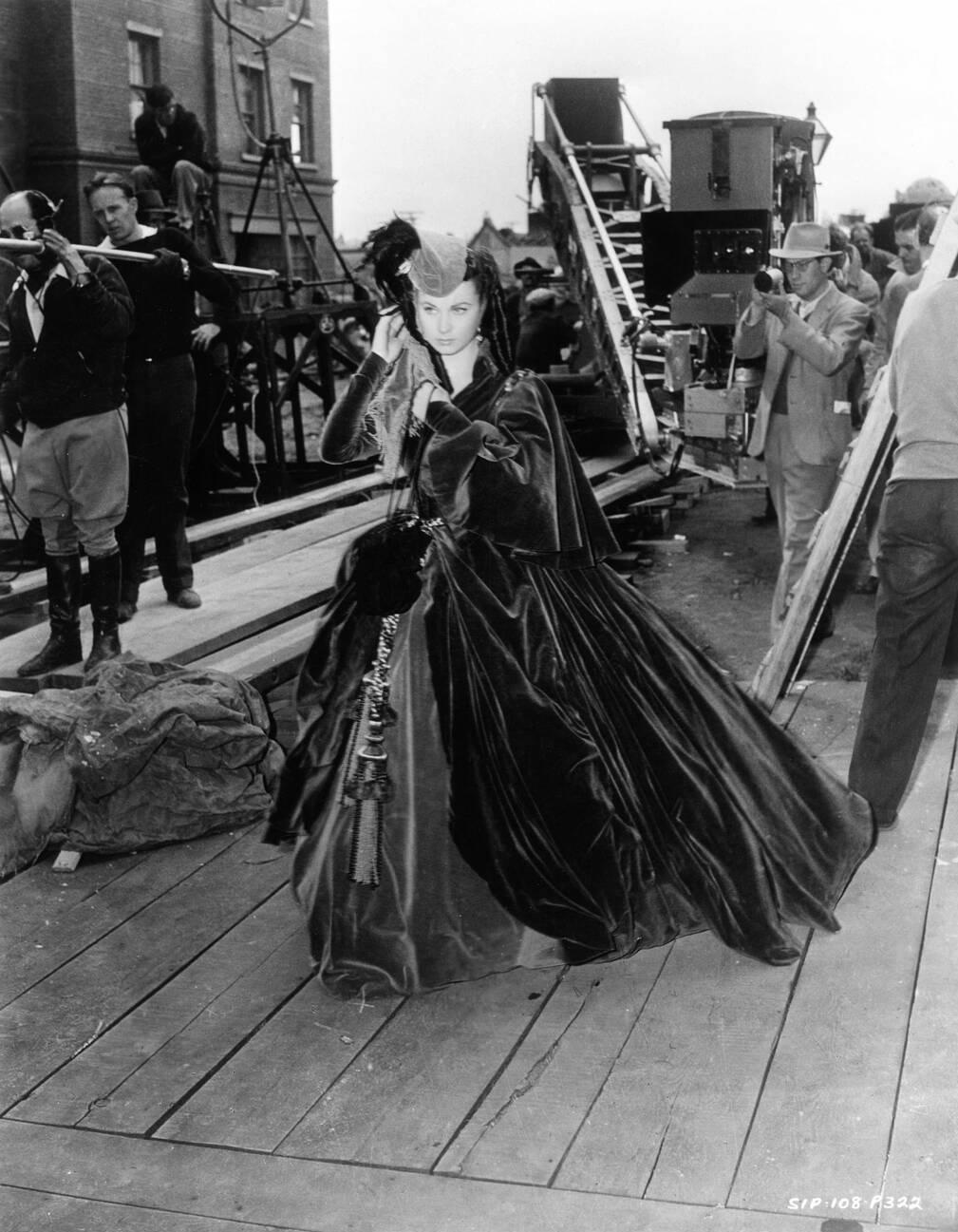
Vivien Leigh en Lo que el viento se llevó (1939).

El vestuario de la película corrió a cargo de Walter Plunkett; incorporado al proyecto en 1936, el diseñador se embarcó a modo de preparación durante cuatro meses en un viaje de investigación no remunerado por el sur de Estados Unidos (Atlanta, Savannah y Charleston), contando únicamente con un contrato sin exclusividad por el que se le pagarían $600 a la semana en los dos meses de preproducción y $750 por cada siete días de rodaje, además de una carta de presentación dirigida a Margaret Mitchell, autora del libro en el que se basa el filme, a quien visitó en su casa de Georgia. Gracias a Mitchell, Plunkett conoció el ingenio de las mujeres de aquella época, las cuales usaban piedras y cáscaras de nueces como botones y ramas de espino como broches para poder confeccionar la ropa durante el bloqueo al que la Unión sometió a los estados sureños durante la guerra de Secesión. En los museos de las Hijas de la Confederación de Savannah y Charleston, Plunkett obtuvo trozos de telas cortadas de los dobladillos de trajes auténticos, los cuales solían estar decorados con diminutos estampados, creando más de 5000 prendas para cincuenta personajes y un centenar de extras. En lo que respecta al vestuario del personaje de Scarlett, para quien elaboró treinta y cinco conjuntos, Plunkett empleó los tejidos y los colores con el fin de enfatizar y subrayar los acontecimientos más destacados de la vida de la protagonista, empleando organdí, tul, algodón y tonalidades luminosas para vestirla en sus años de juventud, y tejidos como seda y terciopelo oscuro a medida que madura y se enfrenta a situaciones dramáticas.

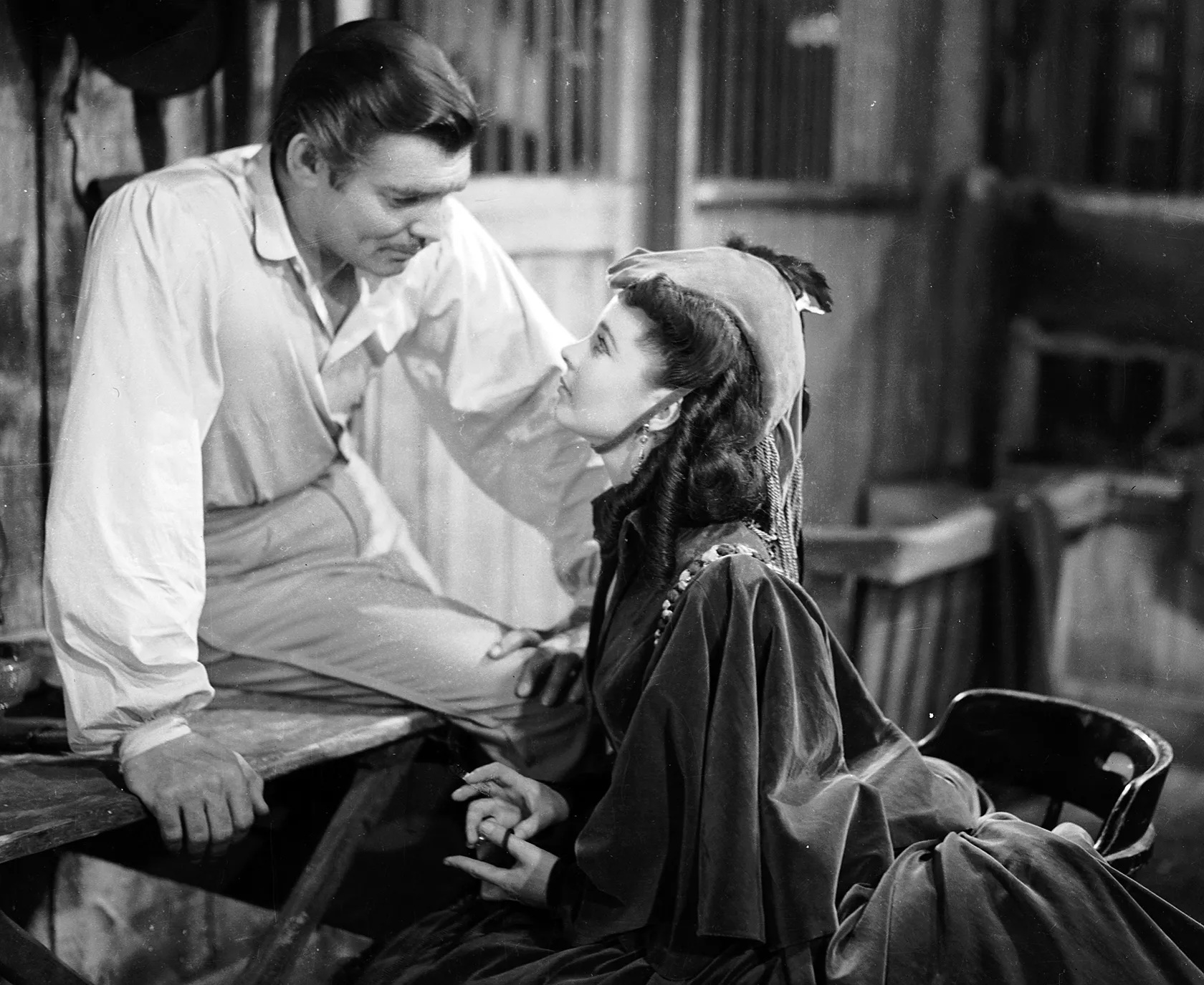
Clark Gable y Vivien Leigh en Lo que el viento se llevó (1939).

A su vez, Plunkett tomó la decisión de incluir varios códigos de color para el personaje de Scarlett en función de las situaciones plasmadas. De esta forma, para las escenas de seducción el diseñador optó por el color verde, siendo ejemplo de ello el vestido escotado que Scarlett lleva a la barbacoa en Twelve Oaks, así como el traje elaborado con cortinas de terciopelo que la protagonista luce cuando acude a la cárcel a visitar a Rhett Butler. Para las escenas pasionales, violentas y de tensión, Plunkett escogió el rojo, siendo este el color del llamativo vestido que Rhett obliga a Scarlett a llevar a la fiesta de cumpleaños de Ashley Wilkes, el color de la bata de terciopelo que luce en la posterior discusión con su marido, y también el tono del traje que lleva puesto cuando su hermana Suellen descubre que Scarlett se ha casado con su prometido Frank Kennedy. Por último, para las escenas de peligro se decantó por el color azul, destacando el vestido que Scarlett lleva puesto cuando es asaltada en un puente camino del aserradero así como los trajes que lucen ella y su hija Bonnie cuando esta última cae del caballo. Los únicos vestidos que constituyen excepciones a estos códigos son el traje de novia, los atuendos de luto, el vestido rosa de la huida de Atlanta, el vestido blanco y rojo que lleva puesto cuando se despide de Ashley antes de que este regrese al frente, la bata verde que viste durante una discusión con Rhett, la bata naranja que luce cuando cae por las escaleras, y el traje blanco con volantes mostrado al inicio de la película.: 15 
El excesivo volumen de trabajo hizo imposible que Plunkett se ocupase por sí solo del guardarropa, contando por ende con la asistencia de varias ayudantes: «Tenía dos mujeres que me ayudaban, cortadoras y ajustadoras, cada una con su propio equipo de costureras, además de un equipo de modistas. Casi todo se hacía desde cero».: 39  Del mismo modo, el diseñador pintó más de 375 bocetos de vestuario con la ayuda de varios artistas:

Había tantos bocetos que hacer que teníamos alrededor de nueve o diez artistas trabajando, porque teníamos prisa. En la MGM, estuve diseñando muchas películas a la vez, no podía conseguir la tela, observar la elaboración de las prendas, supervisar las pruebas, y aún así hacer los bocetos, de modo que tuve la asistencia de otros. Solo el productor David O. Selznick tenía la aprobación del vestuario, y me pidió específicamente que no le mostrase ninguno de los bocetos a Vivien Leigh, ¡pero lo hice de todas formas! En otras películas, mostraba los bocetos a productores y directores, y ni siquiera los miraban. «Para eso es para lo que te contratamos», decían. No me di cuenta de que Selznick había hecho una solicitud para que otros diseñadores de vestuario enviaran bocetos para Lo que el viento se llevó, suponiendo que otro diseñador podría hacer un mejor trabajo que yo. Después de que cada diseñador de Hollywood hubiese enviado su trabajo, le confronté y le pregunté qué estaba pasando exactamente. Me dijo que nunca tuvo la intención de reemplazarme; solo quería que trabajase más duro y me aseguró que mi trabajo era espléndido. Le dije: «Muchas gracias».: 318 

Inicialmente, antes de la introducción de los códigos de color, tanto Plunkett como Selznick consideraron que el público querría ver los trajes tal y como Mitchell los describía en su libro.: 194  De acuerdo con Plunkett: «A Selznick no le interesaba la precisión. Investigué en el sur porque pensé que era necesario. Selznick estaba mucho más preocupado por ser fiel a Margaret Mitchell. Si él se oponía a un diseño, solo tenía que señalarle una de sus descripciones en la novela y quedaba satisfecho. La película no tuvo nada que ver con la historia».: 164–166  El vestido cortina figura descrito de la siguiente forma:

La habitación, toda ella, la deprimía, medio a oscuras como estaba. Yendo hacia la ventana, la abrió un momento, descorrió la persiana y dejó penetrar en la estancia los últimos resplandores del crepúsculo invernal. Cerró otra vez la ventana, apoyó la cara sobre las cortinas de terciopelo y miró por encima del prado hacia los oscuros cedros del pequeño cementerio.
La cortina de terciopelo verde musgo daba una sensación de rugosa suavidad, y Scarlett se frotó un poco la cara con ella, como un gato. Y, de pronto, se fijó en los dos cortinones.
Un minuto después, arrastraba por el suelo una pesada mesa con tablero de mármol, cuyas mohosas ruedecillas rechinaron como protestando. La llevó hasta la ventana y, recogiéndose la falda, se subió encima y se puso de puntillas para llegar hasta la pesada barra que sostenía los cortinones. Casi no alcanzaba, y tiró de las cortinas con tanta impaciencia que los clavos que sujetaban la barra se desprendieron, y barra y cortina cayeron al suelo con estrépito.
Como por arte de magia, se abrió la puerta del salón y apareció la negra faz de Mamita, mostrando en cada una de sus arrugas tanta curiosidad como desconfianza. […]
—¿Qué quiere usted hacer con las cortinas de la señora Ellen? —preguntó. […]
—Corre al ático y bájame la caja de patrones para vestidos, Mamita —exclamó, dándole un suave empujón—. Voy a hacerme un vestido nuevo. […]
—Sí, señora —dijo Mamita suavemente, capitulando con una facilidad que despertó las sospechas de Scarlett—. Voy a ayudarla a hacer el vestido, y espero que se pueda hacer también un refajo con el forro, que es de satén, y hasta adornar unos pantaloncitos con las cortinillas de encaje. […]
Después de cenar y levantar manteles, Scarlett y Mamita esparcieron sobre la mesa los patrones, mientras Carreen se dedicaba a descoser los forros de satén y Melanie cepillaba el terciopelo con un cepillo húmedo para quitar bien el polvo. […]
En un impulso de generosidad debido a la atmósfera reinante, Suellen se fue a buscar su cuello de encaje de Irlanda, todavía bonito a pesar de lo muy gastado que se hallaba, y Carreen insistió para que Scarlett llevara sus zapatos, que eran los menos deteriorados que había en la casa. Melanie rogó a Mamita que le dejara terciopelo suficiente para forrar su viejo abrigo y suscitó alaridos de risa al decir que si el único gallo que les quedaba en el gallinero no se largaba enseguida, éste tendría que renunciar a su soberbia cola negra y verde. […]
Era difícil vestirse sin auxilio ajeno, pero lo consiguió al fin, y, poniéndose la linda capota con sus coquetonas plumas, corrió al cuarto de la tía Pitty para contemplarse en el alto espejo: ¡qué bonita estaba! Las plumas de gallo le daban un aire agresivo, y el verde mate del sombrero prestaba mayor brillo a sus ojos, que ahora parecían casi del color de la esmeralda. Y el vestido era incomparable, de aspecto lujoso y bello, y, sin embargo, digno. ¡Era tan agradable ponerse otra vez un lindo vestido! Era tan halagüeño saber que estaba bonita y provocativa, que se inclinó hacia delante y besó su propia imagen en el espejo, riéndose enseguida de su puerilidad. Cogió el mantón de Ellen para echarlo sobre los hombros. Los apagados colores del ya desteñido mantón producían un feo contraste con el vestido verde musgo y le daban un aire pobretón.
Abriendo, pues, el armario de la tía Pitty, sacó de allí una capa de paño negro, una prenda que Pitty sólo utilizaba los domingos, y se la puso. Colocó en sus perforadas orejas las arracadas de diamantes que trajera de Tara y meneó la cabeza de un lado para otro para apreciar el efecto. […]
¡Qué lástima que tía Pitty no tuviese más guantes que los que ahora llevaba puestos sobre sus manos regordetas! Ninguna mujer podía realmente sentirse una dama sin llevar guantes, pero Scarlett no había poseído otro par desde que salió de Atlanta. Y los largos meses de labor en Tara habían estropeado sus manos de tal modo que estaban ahora muy lejos de ser bonitas. Cogería el pequeño manguito de nutria de la tía y ocultaría en él las manos. A Scarlett le pareció que el manguito completaría su apariencia de elegancia. Nadie que la viese ahora podría sospechar que sus hombros iban cargados con el peso de la pobreza y la necesidad.: 555–578 

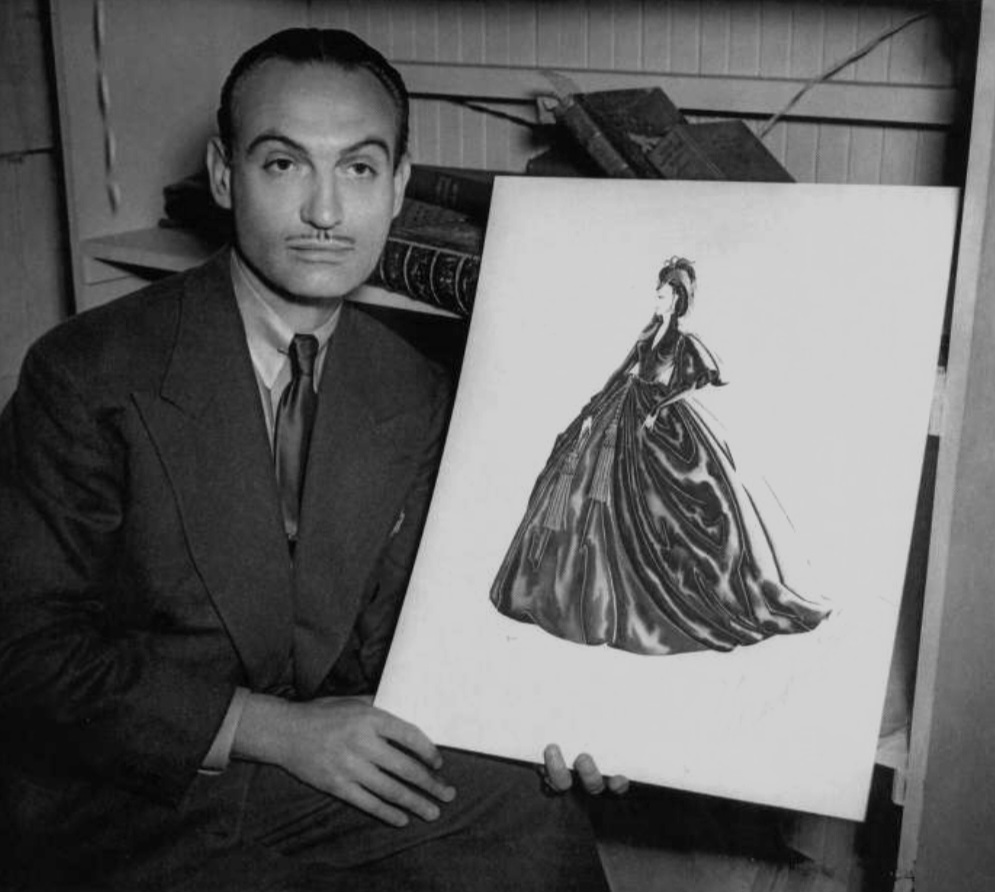
Walter Plunkett con un boceto del vestido cortina en 1939.

Pese a la introducción de los códigos de color, lo que conduciría a variar considerablemente el guardarropa de Scarlett, Plunkett respetó la tonalidad plasmada en el libro ya que la misma se ajustaba a los códigos, pues en la escena en la que aparece el vestido cortina la protagonista intenta inútilmente seducir a Rhett. El diseñador procedió a bocetar el atuendo antes de que Selznick despidiese a George Cukor como director; debido a que Cukor deseaba que Scarlett luciese una prenda «inusual», Plunkett debió dibujar al menos cuatro bocetos antes de lograr el efecto que el director quería, siendo el diseño final aprobado posteriormente por Selznick.: 194  Con el fin de dotar a la prenda del mayor realismo posible, Plunkett, según una declaración realizada en 1979 al curador del Museo de Arte del Condado de Los Ángeles Edward Maeder con motivo de una exposición del vestuario de la película, hizo desvanecer deliberadamente el color de la tela por varios meses antes de la elaboración del vestido, manifestando en otra ocasión haber tendido la tela al sol para que el color se apagase.: 36  Plunkett se vio limitado sin embargo por el Technicolor tal y como declaró Selznick: «Sé por hablar con Walter Plunkett que nadie se siente tan mal como él por las limitaciones que le han impuesto. Pero si vamos a escuchar completamente a los expertos en Technicolor, también podríamos eliminar por completo a los artistas que están en nuestros propios departamentos de decorado y vestuario y dejar que la compañía Technicolor diseñe la película para nosotros».: 166  A esto se sumó la problemática del coste, pues el presupuesto original del guardarropa era de $80 000, cifra que terminaría aumentando a $157 000 para el final del rodaje, costando las labores de lavandería más de $10 000 debido a que las prendas necesitaban ser limpiadas a diario;: 10  Selznick se encargó de dar gran publicidad al vestuario del filme asegurando que era el más caro jamás creado para una película, lo que perjudicaría seriamente a Plunkett:: 194–195 

Pensó que le convendría decir que la ropa de Lo que el viento se llevó fue la más cara hecha para una película, y Plunkett era el diseñador más caro y extravagante. Cuando terminamos la película, salí a buscar trabajo, y nadie quería tocarme. Después de bastante tiempo, Joan Blondell tenía próximamente una película y tenía el control de a quién se contrataba, así que preguntó por mí. No le importaba cuán caro fuese (lo cual no era cierto de todos modos), Selznick me había recortado el sueldo.: 194–195 

### Deterioro

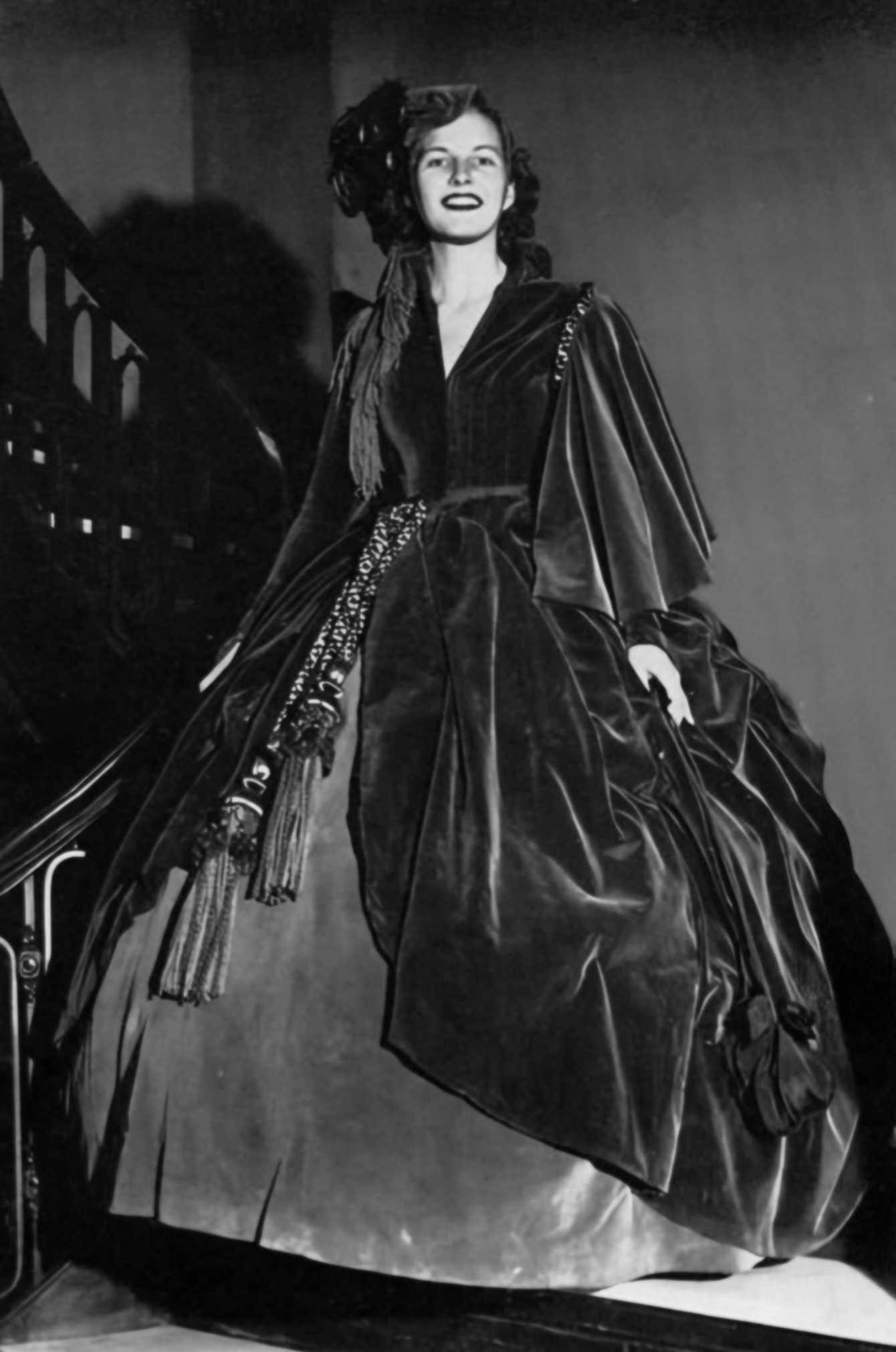
Sara Smith durante los festejos con motivo del estreno de Lo que el viento se llevó (1939).

El vestuario del filme sufrió un notable deterioro como consecuencia de las numerosas exposiciones de las que fue objeto. Con el fin de promover la película, la MGM decidió que los trajes participasen en una gira por diferentes teatros a nivel nacional e internacional. Los vestidos fueron enviados en primer lugar de Culver City, sede de la MGM, a Atlanta, donde el vestuario fue guardado bajo llave en habitaciones de hotel, viajando posteriormente a Nueva York; Selznick International Productions, Inc. (SIP) fungió como responsable durante el primer traslado, corriendo esta responsabilidad por cuenta de la propia MGM en los viajes posteriores. Selznick, quien deseaba que alguien designado tanto por SIP como por MGM se encargase del cuidado de los atuendos, mostró su preocupación por la falta de organización de estas exhibiciones en un comunicado el 15 de noviembre de 1939 a Howard Dietz, director de publicidad de los estudios: «El mantenimiento, la gestión y el cuidado del material deben organizarse de tal manera que no se dañe en su primer uso, que pueda usarse decenas y decenas de veces y que nos sea devuelto en buen estado». Raymond Klune, director de producción, transmitió el 21 de noviembre la preocupación de Selznick a Katherine Brown, representante de los estudios en la Costa Este, recordando desastrosas experiencias pasadas en las que varias prendas prestadas fueron devueltas como «una bolsa de trapos» tras una sola exhibición. Ese mismo día Brown recibió un comunicado de Selznick en el cual el productor le pedía que los trajes fuesen usados «con moderación y por separado, dividiéndolos para que cada ciudad tenga unos pocos para fines de explotación», radicando parte de esta solicitud en motivos económicos. De acuerdo con las leyes entonces vigentes en California, cada prenda debía ser limpiada en seco antes de su regreso a los estudios tal y como figura en un acuerdo con la Atlanta Junior League con motivo del préstamo del guardarropa para las festividades por el estreno de la película, constando en dicho acuerdo que se debían pagar «$5,00 por cada vestido por la limpieza que exige la Ley del Estado de California» (el 12 de febrero de 1940, en un telegrama a Selznick, Brown dejó patente que «la limpieza constante es la cosa más dañina para los trajes»). El poco cuidado con el que la ropa fue tratada, los traslados y las sucesivas limpiezas terminarían por causar estragos en las telas, circunstancia agravada por el hecho de que los atuendos fueron empacados en baúles y cajones probablemente de madera, material que desprende gases los cuales causan manchas y decoloración, aparte de que las prendas pudieron haber sufrido alguna que otra deformación como resultado de haber sido colgadas o dobladas. De acuerdo con la correspondencia conservada, el vestido cortina fue enviado a Atlanta el 29 de noviembre de 1939, donde fue expuesto junto con otros atuendos del filme y varias joyas de la época de la guerra en una sala adyacente a un salón de baile custodiada por guardias armados (a mayores, el traje fue modelado por Sara Smith, miembro de la Atlanta Junior League). Posteriormente sería enviado a Nueva York y de allí conducido a Los Ángeles para los respectivos estrenos, participando a continuación en una gira por todo el país y decidiéndose en febrero de 1940 que todas las prendas fuesen enviadas de regreso a Culver City puesto que los ingresos generados en su exhibición no compensaban los costes según un comunicado de Brown fechado el 12 de ese mes. Finalmente, tras una gira nacional e internacional de año y medio, en agosto de 1941 el vestuario fue devuelto a SIP, pasando varios atuendos (entre ellos el vestido cortina) a formar parte de la colección privada de Selznick.: 13–16, 70 : 53 

### Restauración

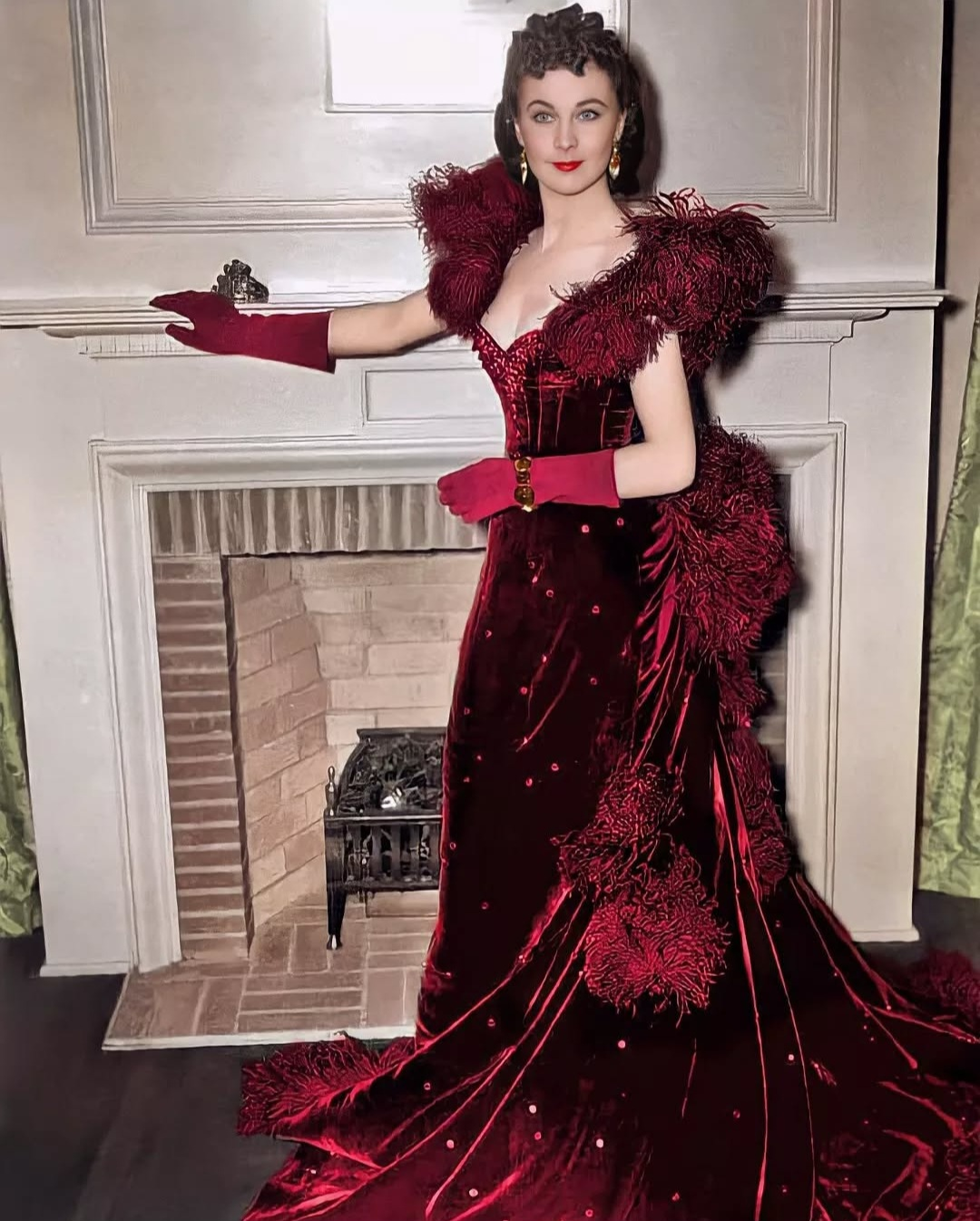
Vivien Leigh en Lo que el viento se llevó (1939). El atuendo de la imagen fue restaurado junto con el vestido cortina.

A diferencia de otras prendas icónicas del cine, como el vestido de Glinda, el vestido Letty Lynton y el vestido Cheek to Cheek (presumiblemente perdidos), el vestido cortina se ha conservado gracias a Selznick, quien durante décadas lo guardó junto con otros atuendos del filme en su colección privada, compuesta por 5000 cajas, entre las cuales se guardaban ropa, películas, papeles y pinturas entre otros artículos. En 1980, debido al incremento de los gastos ocasionados por el almacenaje, los hijos del productor tomaron la decisión de donar la colección al Harry Ransom Center, de la Universidad de Texas, institución que requirió de dos años para poder catalogar todas las piezas. En 2010 se hizo público que se procedería a restaurar los vestidos (cinco en total) con el fin de poder exhibirlos en 2014 con motivo del 75.º aniversario del estreno del filme (antes de su reparación los trajes, deteriorados por la presencia de agujeros, desgarros, áreas deshilachadas y costuras sueltas, fueron almacenados en condiciones controladas de humedad y envueltos en papel libre de ácido). En agosto de 2010, el Harry Ransom Center anunció que se necesitaban $30 000 para proceder a la reparación de los vestidos, los cuales, dada su antigüedad, corrían el riesgo de desaparecer; según declaraciones de Jill Morena, asistente de la institución:

Hay zonas donde la tela se ha desgastado, costuras frágiles y otros problemas. Estos vestidos han estado sometidos a mucha tensión.

El Ransom Center recibió el vestuario (incluyendo el vestido de cortina verde de O'Hara, el vestido de terciopelo verde, el vestido de gala borgoña, el camisón de terciopelo azul y su vestido de novia) a mediados de la década de 1980 como parte de la colección del productor de Lo que el viento se llevó, David O. Selznick. Para entonces, ya habían pasado décadas en exhibiciones itinerantes en teatros y habían estado en préstamo en el Museo Metropolitano de Arte de Nueva York.

El vestuario cinematográfico no está hecho para durar. Solo está hecho para durar todo el rodaje. No lo encontraréis tan terminado como si lo compraseis en una tienda.

La institución logró recaudar en apenas tres semanas el dinero necesario gracias a las donaciones de más de 600 particulares de Estados Unidos y otros trece países, anunciando el curador Steve Wilson que «estas generosas donaciones confirman que a los innumerables fanes de la película realmente les importan. […] Las donaciones permitirán al Ransom Center restaurar los vestidos y adquirir fundas protectoras y maniquíes a medida para exhibirlos de acuerdo con las mejores prácticas y estándares de conservación». Una vez obtenido el dinero, Nicole Villarreal, ingeniera en diseño textil y moda, analizó por alrededor de siete meses los tejidos al microscopio y elaboró informes detallados sobre las costuras, los colores, las telas y las reparaciones a las que cada prenda fue sometida, contando para ello con la ayuda de Cara Varnell, Maggie Houdmann, Xiaowen Guo y Jinjiang Yan.: v  Las labores de restauración comenzaron en julio de 2011 y se extendieron hasta la primavera de 2012, siendo el vestido cortina, el vestido rojo borgoña (mostrado en la escena de la fiesta de cumpleaños de Ashley), y la bata verde que Scarlett luce durante una discusión con Rhett los únicos atuendos en ser reparados; para su conservación se invirtieron 180 horas destinadas a reforzar minuciosamente las áreas debilitadas y a corregir restauraciones anteriores, existiendo el problema de que al ser prendas adaptadas a la moda de la década de 1930, algunas de las técnicas empleadas en su confección eran únicas. El vestido cortina sufría problemas de flacidez además de contar con numerosos puntos débiles a lo largo de la cintura. El terciopelo plisado de la falda, de gran peso, había sido cosido a un delgado corsé confeccionado en algodón con el fin de que no hubiese volumen extra en la cintura de Leigh; en un principio los curadores consideraron retirar las puntadas que habían sido realizadas durante una reparación previa y recolocar los pliegues con su profundidad y ubicación originales; de acuerdo con Varnell: «Hay varias filas de costuras a máquina en la cintura que no tienen sentido. Hay modificaciones importantes y no está claro cuándo ni por qué se hicieron». Este proyecto finalmente no se pudo llevar a cabo debido a la imposibilidad de determinar tanto la localización como cuáles de las puntadas presentes en la tela eran originales, por lo que en su lugar optaron por proceder a estabilizar los pliegues tal y como estaban ya que se quería «mantener la integridad del vestido tal como fue concebido». Sumado a esto, la presencia de un aro de alambre en la parte delantera del dobladillo y de cuatro hileras de cinta de sarga en el interior de la parte posterior de la falda para unir los paneles de la misma entre sí causó desconcierto entre los restauradores ya que, al parecer, estos elementos no eran originales; según Villarreal: «Si miras las imágenes de la película, la falda tiene forma de campana. Pero si miras el vestido ahora, la cinta de sarga le da un aspecto más de falda línea A. Además, el dobladillo delantero del vestido no tiene una onda ondulada en las imágenes, pero sí la tiene ahora con el aro».

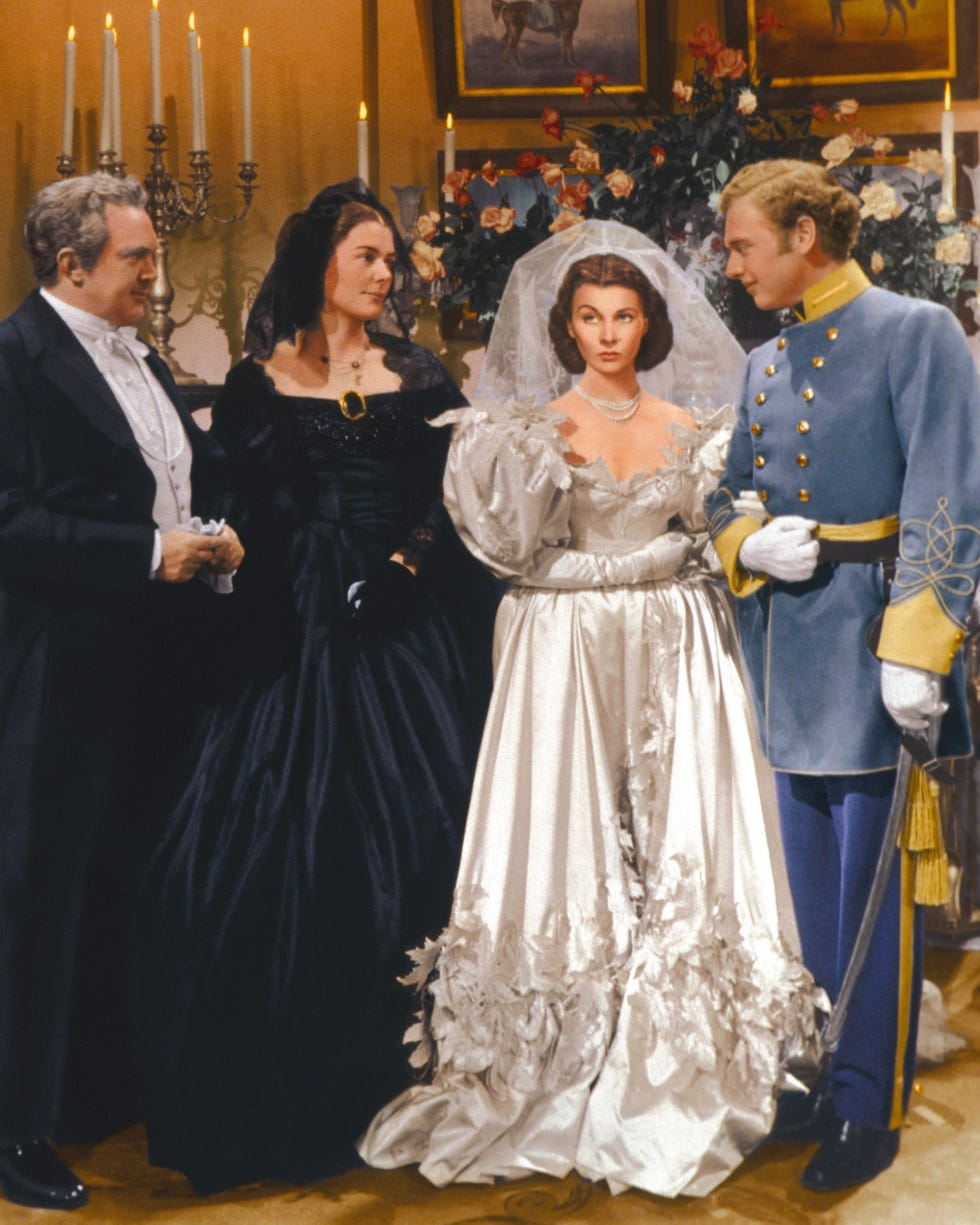
Thomas Mitchell, Barbara O'Neil, Vivien Leigh y Rand Brooks en Lo que el viento se llevó (1939). El traje de novia es uno de los cinco vestidos de la película conservados en el Harry Ransom Center.

El atuendo, explorado con técnicas no invasivas tales como el microscopio electrónico de barrido, rayos X y espectroscopia (NIR e IR-TF), fue sometido a un estudio del color mediante el empleo de la colorimetría y la escala de grises de la AATCC (American Association of Textile Chemists and Colorists), gracias a lo cual se pudieron establecer importantes variaciones en el cromatismo, con cambios de verde a rojo así como un notable aumento del amarillo, evidenciándose además una marcada tendencia a la decoloración. El traje no pudo ser devuelto a su tono original debido a la presencia de varias franjas alargadas donde el color verde original se había desvanecido dando paso a un tono amarronado, un problema imposible de reparar puesto que, de acuerdo con Varnell, la tela no era susceptible de ser teñida para hacer coincidir estas franjas descoloridas con el tono del resto del tejido ya que el equipo de conservadores optó desde el principio por mantener el vestido lo más original posible, descartando el añadido de elementos que pudiesen acarrear consecuencias inesperadas. Mediante la espectroscopia NIR se descubrió que los grupos moleculares y químicos de las fibras habían cambiado, aunque no se pudieron cuantificar las variaciones ni conocer la causa de la degradación, llegando los curadores a la conclusión de que los daños producidos en la tela que causaron la desvirtuación del color no se debieron a su exposición al sol ya que la luz solar provoca el secado de las fibras, no existiendo signos de sequedad en el tejido; gracias al empleo del Sistema de Análisis de Imágenes de Fibras (FIAS), determinaron que esta decoloración fue causada por la aplicación de productos químicos (probablemente con motivo de una limpieza en seco) tal y como consta en una etiqueta cosida a la cintura del vestido en la que figura escrito «rociado con Sudol», un desinfectante similar al Lysol que puede llegar al extremo de desencadenar la rotura de fibras. A mayores, se consideró que los daños presentes en el traje pudieron haber sido provocados por múltiples factores más allá del uso de químicos, como un almacenamiento inadecuado; una manipulación excesiva; la oxidación derivada de la reacción química que reduce la cadena de polímero de celulosa, lo que puede causar decoloración y debilitamiento de las fibras; y la exposición a luz artificial, como radiación ultravioleta e infrarroja, las cuales desencadenan reacciones fotoquímicas que aceleran la oxidación.: 18, 71–73 

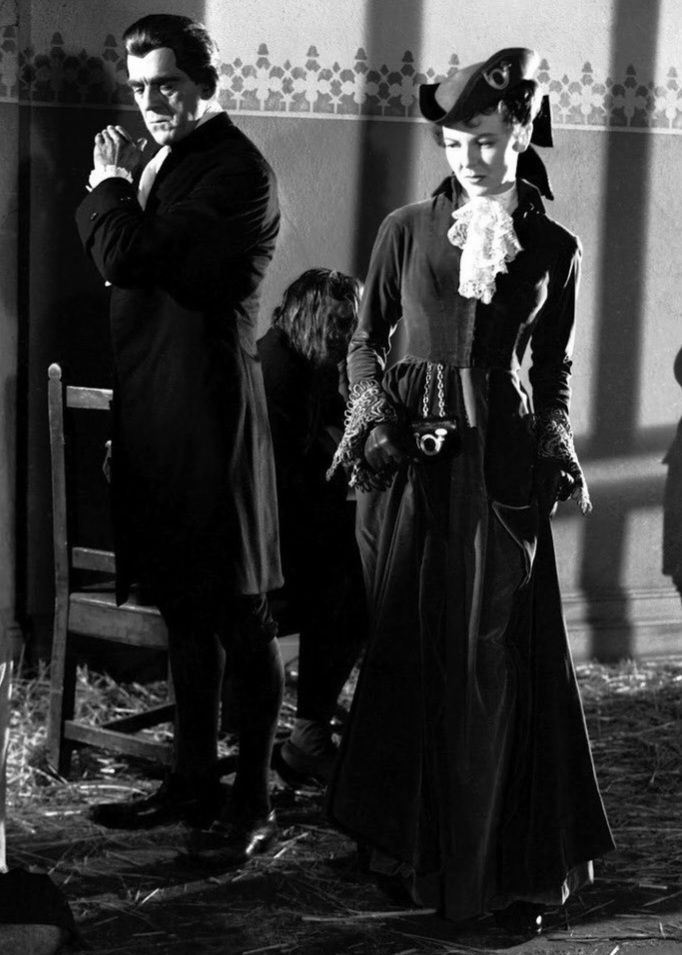
Boris Karloff y Anna Lee en Bedlam (1946). El vestido cortina fue modificado mediante el añadido de unos puños y la retirada del cinturón, la capa del hombro izquierdo y la estructura que acampanaba la falda.

Finalmente, la prenda fue sometida al siguiente tratamiento: estabilización de los bordes de las tapetas de las mangas y eliminación de reparaciones previas; realineación de las ballenas de la sección inferior del corpiño y restauración del dobladillo; refuerzo de los orificios y desgarros del área inferior del corpiño, cerca de la cintura; estabilización de algunas partes de la cintura; retirada de las cuatro cintas de sarga, aunque se dejaron colgando en el centro para dejar testimonio de restauraciones previas; retirada de una cinta blanca ondulada en la sección inferior de la enagua; estabilización del dobladillo de la falda; vaporización de las borlas y el cordón que funge como cinturón; y limpieza superficial del traje.: 72  Una vez concluidas las tareas de restauración tanto del vestido cortina como del vestido rojo y la bata, Morena declararía lo siguiente: «Todas esas áreas habrían empeorado. Todas las partes vulnerables han sido estabilizadas. Ha sido un éxito. No hubiéramos sido capaces de exhibirlos sin este esfuerzo». El vestido cortina, al igual que el vestido rojo, fue reparado a tiempo para la exposición Hollywood Costume, celebrada entre el 20 de octubre de 2012 y el 27 de enero de 2013 en el Victoria and Albert Museum de Londres, siendo esta la primera vez que los atuendos eran exhibidos en treinta años, figurando posteriormente en la exposición The Making of Gone With The Wind, celebrada del 9 de septiembre de 2014 al 4 de enero de 2015 en el Harry Ransom Center.
El hecho de que Selznick guardase el vestido en su colección privada pudo evitar que corriese con la misma suerte que otros trajes icónicos del cine, pues se podría haber reutilizado para otros filmes y haberse desgastado con el uso, lo que podría haber llevado a que el atuendo fuese tirado a la basura sin saberse siquiera en qué películas había aparecido (varios trajes del filme serían reciclados para otras películas, tras lo cual serían tirados a la basura o vendidos en la subasta de la MGM en 1970), aunque cabe destacar que el traje fue reutilizado, además de por Smith, por la actriz Anna Lee en Bedlam (1946), sufriendo el vestido una notable modificación en este caso, aunque terminaría volviendo a su estado original; la alteración de prendas en la industria del cine para su reciclaje ya era habitual entonces, destacando el caso de tres vestidos facturados por Gilbert Adrian: el traje de chifón de Greta Garbo en Camille (1936), completamente modificado para Joan Fontaine en Rebecca (1940); el vestido de Glinda, originalmente lucido por Jeanette MacDonald en San Francisco (1936) y severamente modificado para Billie Burke en El mago de Oz (1939); y otro traje de MacDonald de la misma película, levemente alterado para Gracie Allen en Honolulu (1939). Un deficiente almacenaje podría haber deteriorado igualmente la tela, pues las perchas de madera, conocidas por su alto contenido en ácido, solían provocar que los vestidos se desgarrasen en la zona de los hombros, mientras que por otro lado, el atuendo, de no haber pasado a la colección de Selznick, podría haber corrido el riesgo de ser robado; durante muchos años los estudios no tuvieron ningún tipo de cuidado con los trajes, accesorios, guiones y demás elementos vinculados a las películas que producían, sin ser conscientes del alto valor que acabarían teniendo en el futuro (a menudo los empleados se llevaban estos objetos como recuerdo sin permiso, sabedores de que a los directivos no les importaba esta sustracción de material).

## Descripción

### Diseño
El vestido se divide en dos partes: un corpiño entallado hasta la cintura con mangas ceñidas y una capa sujeta al hombro izquierdo con un cordón de seda verde y dorada que rodea la sisa; y una amplia falda compuesta por cinco paneles y fruncida en la cintura, con dos paneles delanteros asimétricos que se abren para dejar al descubierto una enagua de color verde chartreuse (la falda está sujeta a una prenda sin mangas de lino de algodón verde, completamente cubierta por el corpiño).: 28  Además de ceñirse al talle con un cinturón consistente en un cordón con borlas, el traje cuenta como accesorio con un sombrero elaborado en terciopelo de algodón con plumas y patas de pollo pintadas de bronce, obra de John Frederics.

#### Corpiño
El cuello del corpiño carece de estructura y cuenta con un soporte independiente: la parte superior, por encima del soporte, está cortada al bies y alberga una puntada de aguja alrededor del borde. Por su parte, el corpiño presenta un corte ajustado estilo princesa con pinzas, contando a su vez con un cierre frontal oculto con diez ganchos (originales) a la derecha y sus respectivos ojales a la izquierda, todo ello cuidadosamente sujeto con el hilo verde original utilizado para la confección. Las mangas, de dos piezas, se estrechan hasta el puño, disponiendo cada manga de una tapeta con seis broches negros (originales al igual que los ganchos); la parte inferior de la tapeta cuenta con una cinta de seda en verde claro cosida a mano como soporte para los broches inferiores, estando todas las costuras cosidas a máquina. En lo que atañe al revés, el corpiño está forrado con batista de algodón verde, estando las costuras verticales abiertas y dentadas; algunas se recortan para que las curvas de las costuras estilo princesa queden planas y sigan los contornos del cuerpo. Sobre estas costuras se hallan dispuestas un total de trece ballenas revestidas de diferentes longitudes para dar soporte al corpiño, sujetándose las mismas con una puntada de espiga alternando hilo negro y verde. Las costuras alrededor de las sisas y el interior de las mangas se hallan sin rematar al igual que el dobladillo, albergando catorce ganchos negros en el extremo doblado los cuales se sujetan a los ojales de la cintura del vestido (todos los ganchos, a excepción de uno, son originales). En lo relativo a la capa, esta parte, forrada con una tela de algodón verde cosida a máquina (lo que le da al forro un efecto chevron), consta de dos piezas semicirculares de tela cosidas entre sí y está incorporada en la costura de la sisa izquierda, destacando sobre la costura del hombro izquierdo un cordón trenzado de seda verde y dorada, cosido a mano debajo de la sisa con un hilo negro grueso.: 29–31 

#### Falda
La falda se compone de dos paneles asimétricos ligeramente angulados en la parte delantera y tres paneles en la trasera. Los paneles delanteros se superponen y se separan 43 cm por debajo de la cintura para revelar una enagua en tono chartreuse, la cual alberga tres godetes ocultos (dos a la derecha y uno a la izquierda). Los paneles de la falda se fruncen alrededor de la cintura y el panel central de la parte trasera tiene una abertura que se cierra con cuatro broches negros. Por su parte, la enagua, invisible a la altura de la cintura, es recta y cuenta con dos pliegues a cada lado. Aproximadamente 37 cm por debajo de la cintura, del lado izquierdo, hay una etiqueta cosida a mano con el mensaje «rociado con Sudol». El interior de los dos paneles frontales posee un revestimiento unido con una puntada continua a un forro de lino negro, careciendo de forro los tres paneles traseros. Las costuras verticales de la falda están sin rematar y enrolladas hacia adentro del mismo modo que el dobladillo, el cual está unido mediante una puntada de dobladillo con hilo negro. Tanto la parte inferior del corpiño como la superior de la falda están sin rematar y cosidas a máquina con los enveses juntos, hallándose encima una cinta de gorgorán cosida a mano y a máquina con diferentes hilos, destacando en el centro de la parte frontal de la cinta una pequeña etiqueta: «SELZNICK INT. PICTURES INC. / NAME VIVIEN LEIGH / NO. CHG #16 -   #2 – DRESS». En lo relativo al corpiño interior unido a la falda, este está confeccionado con la misma batista de algodón verde usada como forro del corpiño exterior. Sin mangas y ajustada al cuerpo, presenta estilo princesa desde los hombros y un cierre de ganchos en el centro de la espalda. Las sisas y el escote son en V y están unidos con cinta de tela, mientras que las costuras verticales del interior muestran formas dentadas.: 31–33 

### Anacronismos

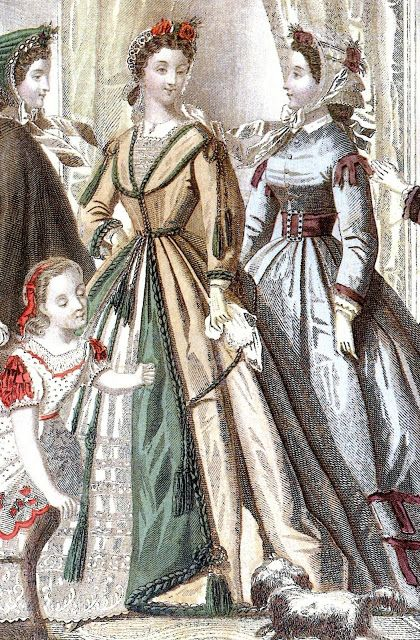
Ilustración de un vestido de mañana en Godey's Lady's Book (1865). El atuendo de la imagen guarda algunas similitudes con el vestido cortina.

Pese al extenso estudio llevado a cabo por Plunkett al momento de confeccionar el guardarropa del filme, el diseñador tuvo sus diferencias con Selznick y Edward Lambert, supervisor de vestuario; el primero, inicialmente a favor de una total fidelidad a la obra de Mitchell, cambiaría de parecer al manifestar su deseo de que los trajes fuesen más recargados y coloridos, mientras que los dos últimos, sobre todo Selznick, querían que las prendas se ajustasen a las descritas en el libro del mismo modo que Cukor y el guionista Sidney Howard, los cuales insistían en una «autenticidad exacta», aunque finalmente terminarían por llegar a un acuerdo en lo relativo al diseño y las tonalidades, lo que llevaría a que varias de las prendas de la película cayesen en anacronismos. El vestido cortina, uno de los trajes más famosos de la película, se aleja en gran medida de la moda imperante en la Reconstrucción (1865-1877), lo que según Maeder se debió a la influencia constante de la estética contemporánea que los diseñadores de vestuario tenían entonces y ahora al momento de elaborar atuendos para películas de corte histórico. En el vestido cortina se pueden advertir anacronismos tanto en el corpiño como en la falda; el corpiño se asemeja más a la moda de la época victoriana (1865-1910) que al estilo propio del periodo del miriñaque (1805-1869), pues en la década de 1860 los escotes eran planos y altos, mientras que las mangas acostumbraban a ser anchas y bajas a la par que se acentuaba el pecho y se ceñía la cintura (a mayores, las prendas de mediados del siglo xix solían decorarse con gran profusión de lazos, encaje, sutás, etc.). El vestido cortina, por el contrario, hace gala de un escote bajo con cuello de camisa, siendo las mangas altas y ceñidas, con un remate en V más allá de la muñeca, cubriendo parte del dorso de la mano, detalle bastante habitual en los trajes de novia. Por su parte, la falda, aunque no históricamente fiel, se ajusta más al periodo del miriñaque ya que en dicha época el volumen acampanado de las faldas empezó a disminuir al tiempo que el peso de las mismas se desplazó hacia atrás, dando lugar a las faldas de frente plano.: 11–12 

### Análisis
Uno de los colores más distintivos de Scarlett es el verde. Al igual que el vestido de la barbacoa en Twelve Oaks, este traje se erige como un símbolo de sensualidad puesto que la protagonista pretende emplear la prenda como un arma de seducción para engañar a Rhett y hacer que este le dé los $300 que necesita para salvar Tara, la finca que su fallecido padre le dejó en herencia y que los yanquis pretenden arrebatarle. En consonancia con esto, la tonalidad funge como un elemento patriótico al ser el verde el color del nacionalismo irlandés, clara referencia a los orígenes del padre de Scarlett, quien se enorgullecía de que por sus venas corriese sangre irlandesa, revelando además el origen paterno de la rebeldía que caracteriza al personaje. El vestido cortina, además de hacer gala de la autodeterminación de Scarlett, muestra a una mujer transgresora que está dispuesta a desafiar las convenciones sociales al tratar por todos los medios de que Rhett la ayude financieramente, llegando incluso a ofrecer su honra, lo que supondrá dejar de lado la estricta moral con la que fue educada en favor de un instinto de supervivencia puramente materialista. El atuendo no solo servirá para tratar de engañar a Rhett, sino que fungirá como un atractivo de cara a Frank Kennedy, a quien Scarlett, al mejor estilo de una mujer fatal, manipulará con un sutil coqueteo para lograr sus metas sin importarle que con ello destruya la felicidad de su hermana Suellen.

## Legado

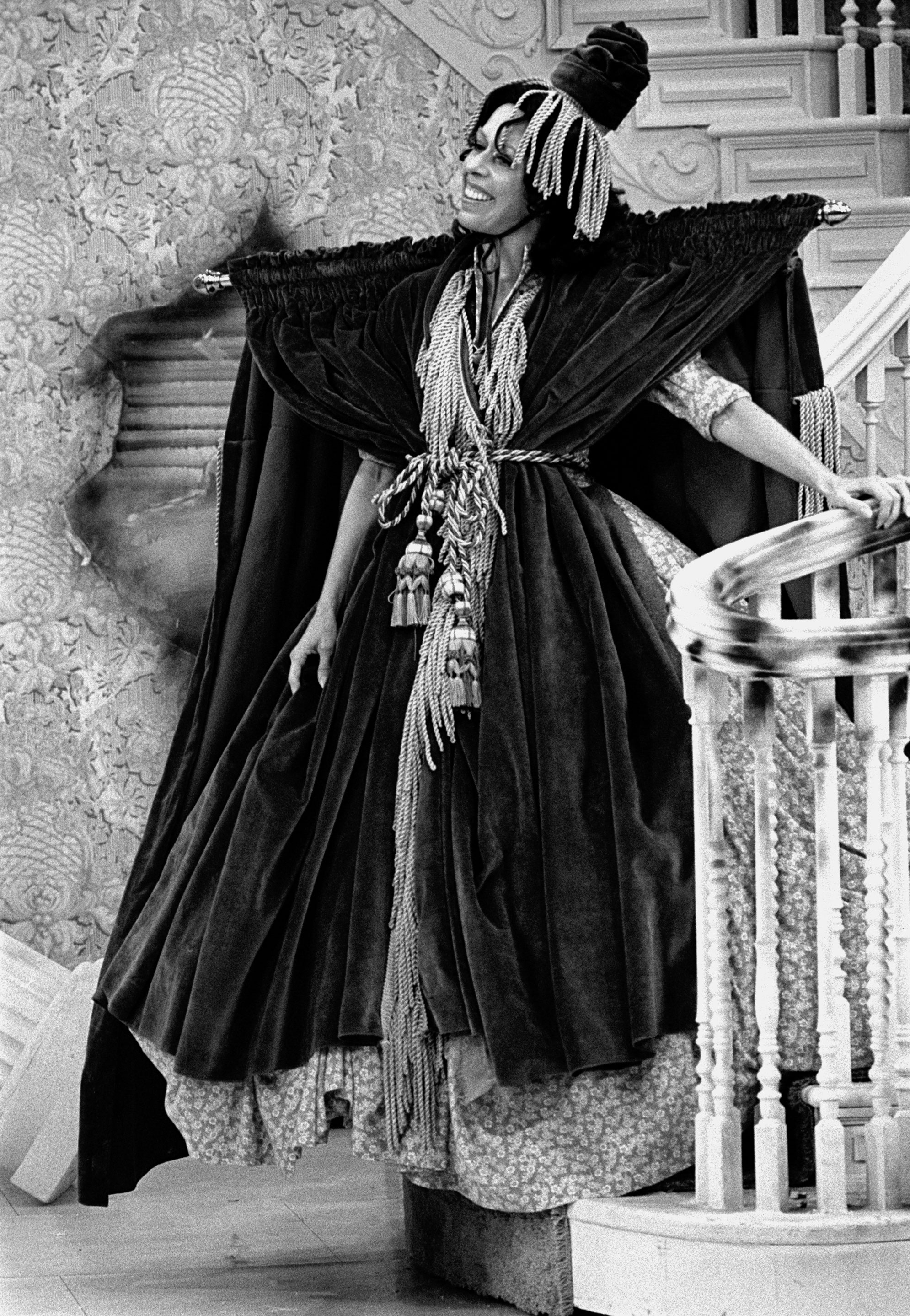
Carol Burnett en Went with the Wind! (1976).

En los Premios Óscar de 1940, durante el discurso que Selznick dio al recoger su galardón como mejor productor, declaró lo siguiente: «Es una lástima que no haya también un premio de la academia para los diseñadores de vestuario, porque Walter Plunkett lo habría recibido».: 318  Por su parte, Plunkett diría que el vestido «no era el mejor traje del cine, ni por asomo, pero me alegra mucho pensar que es el vestido más famoso. Casi no pasa un día sin que oiga a alguien hablar de retirar las cortinas para hacer un vestido o algo por el estilo. Así que estoy orgulloso de que fuera mío»,: 194  declarando a su vez lo siguiente: «No creo que fuese mi mejor trabajo o siquiera lo más grande que he hecho. Pero esa película, desde luego, continuará por siempre, y ese vestido verde, porque da un punto a la historia, es probablemente el traje más famoso en la historia del cine». La popularidad del atuendo, considerado junto con el resto del vestuario del filme como una de las prendas más famosas de Hollywood, ha llevado a su reproducción a medida por parte de entusiastas de la película y también para su venta al público, así como a la comercialización de patrones para su confección casera. El vestido haría popular a su vez el color verde entre numerosos diseñadores de vestuario, destacando Edith Head con un atuendo para Hedy Lamarr en Sansón y Dalila (1949) y un conjunto para Tippi Hedren en Los pájaros (1963); Leo Bei con un traje para Romy Schneider en Sissi Emperatriz (1956); Judianna Makovsky con un vestido para Gwyneth Paltrow en Great Expectations (1998); Julie Weiss con un atuendo para Salma Hayek en Frida (2002); Jacqueline Durran con un traje para Keira Knightley en Atonement (2007); Sandy Powell con un vestido para Natalie Portman en The Other Boleyn Girl (2008); Mary Zophres con un vestido para Emma Stone en La La Land (2016); y Dorothée Guiraud con un atuendo para Adèle Haenel en Retrato de una mujer en llamas (2019). Del traje existen numerosas réplicas, entre ellas una en la colección de Gene London (creada por él a petición de Ted Turner en 1989); otra en el Harry Ransom Center, creada en 1986 por Carrie Harrell y Jan Hevenor;: 26  otra en el Road to Tara Museum de Jonesboro; otra en el Gone With the Wind Museum de Brumby Hall (Marietta); y otra creada en 2012 por Western Costume Company y lucida por una modelo en el Museo de Arte del Condado de Los Ángeles con motivo del 100.º aniversario de la empresa, siendo esta prenda vendida en una subasta por Heritage Auctions en 2013.: 47  La fama del vestido, parodiado por Bob Mackie en una versión creada para Carol Burnett en Went with the Wind! (1976), sketch del programa de televisión The Carol Burnett Show (1967-1978), ha llevado a que la prenda aparezca en una gran variedad de productos relacionados con la película, entre otros: una muñeca de Pete Ballard en la década de 1960; una caja de música de The San Francisco Music Box & Gift Company en los años 1970; una muñeca de Franklin Heirloom en 1986; una muñeca de World Doll en 1989; una figura de Dave Grossman Creations en 1992; un plato de The Bradford Exchange en 1993; una muñeca de Mattel en 1994; una campanilla de Enesco y una muñeca de Madame Alexander en 1995; un tarro de galletas de Happy Memories Collectibles en 1996; una réplica en miniatura para una muñeca de Franklin Mint en 1999; un adorno navideño de Hallmark en 2000; y un adorno en 2001 y una figura en 2004 de The Bradford Editions.